# Мираима
Мираима (порт. Miraíma)  —  муниципалитет в Бразилии, входит в штат Сеара. Составная часть мезорегиона Северо-запад штата Сеара. Входит в экономико-статистический  микрорегион Собрал. Население составляет 12 426 человек на 2006 год. Занимает площадь 699,588 км². Плотность населения — 17,8 чел./км².
Праздник города — 12 мая. 

## История
Город основан в 1988 году.

## Статистика
- Валовой внутренний продукт на 2003 составляет 19.004.240,00 реалов (данные: Бразильский институт географии и статистики).
- Валовой внутренний продукт на душу населения на 2003 составляет 1.588,59 реалов (данные: Бразильский институт географии и статистики).
- Индекс развития человеческого потенциала на 2000 составляет 0,583 (данные: Программа развития ООН).

## География
Климат местности: полупустыня.